# Costaticella hastata
Costaticella hastata är en mossdjursart som först beskrevs av Busk 1852.  Costaticella hastata ingår i släktet Costaticella och familjen Catenicellidae. Inga underarter finns listade i Catalogue of Life.